# 联江乡
联江乡，是中华人民共和国四川省雅安市名山区曾经下辖的一个乡。2019年12月，撤销联江乡，将原联江乡藕花村、土墩村行政区域划归红星镇管辖，将原联江乡九龙村、万安村、紫萝村所属行政区域划归马岭镇管辖，原联江乡凉水村、续元村、孙道村、合江村所属行政区域为茅河镇的行政区域。

## 行政区划
联江乡撤销前下辖以下地区：
合江村、土墩村、九龙村、万安村、紫萝村、孙道村、续元村、凉水村和藕花村。